# 四天王寺大学
四天王寺大学（してんのうじだいがく、英語: Shitennōji University）は、大阪府羽曳野市学園前三丁目2番1号に本部を置く日本の私立大学。1922年創立、1967年大学設置。大学の略称はIBU。

## 概観

### 大学全体
四天王寺大学は推古天皇の元年に聖徳太子により、仏の教えを学ぶ場、そして人間教育の場として創建された四天王寺敬田院（きょうでんいん）が起源である。現在は人文社会学部、教育学部、経営学部と短期大学部、そして大学院研究科を設置している。2008年4月、四天王寺国際仏教大学から四天王寺大学へ校名を変更。総合大学を自称している。

### アドミッションポリシー
聖徳太子の仏教精神のもと、「人を理解し共生するための心の教育」の実践を志向している。この「心の教育」とは、総合的な人間力の形成を主眼においたものである。これは社会において他者の心情や立場を思いやる心を持ち合わせ、兼ねて知力・徳力・自己表現力などのコミュニケーション能力を備えた人材の育成を実践することに他ならない。かかる目標の実現に向け、仏教精神の体得や専門に関する深い知識と高い技能の習得、学際的教養を身につける教育に重点をおいている。したがって入学選抜もまた、このような人材として成長することが期待できる学生の入学に焦点を当てて実施されている。

## 沿革
（沿革節の主要な出典は公式サイト）

### 年表
- 593年（推古天皇元年）4月 : 聖徳太子が四天王寺敬田院（四箇院の中心）を創設
- 1922年（大正11年）4月 : 聖徳太子1300年御忌記念事業として四天王寺が天王寺高等女學校を設立
- 1933年（昭和8年）12月 : 財団法人天王寺高等女学校認可
- 1947年（昭和22年）4月 : 新学制実施に伴い、四天王寺中学校設立
- 1948年（昭和23年）
  - 4月 : 天王寺高等女学校を四天王寺高等学校と改称
  - 12月 : 財団法人四天王寺学園に組織変更認可
- 1951年（昭和26年）3月 : 学校法人四天王寺学園に組織変更認可
- 1957年（昭和32年）4月 : 四天王寺学園女子短期大学開学、保健科を設置
- 1958年（昭和33年）4月 : 四天王寺学園女子短期大学に被服科を設置
- 1962年（昭和37年）4月 : 四天王寺学園女子短期大学に食物科を設置
- 1967年（昭和42年）
  - 1月 : 四天王寺学園女子短期大学の食物科を食物栄養科に改称
  - 4月 : 四天王寺女子大学として開学、文学部（仏教学科・教育学科・文学科）を設置。 四天王寺学園女子短期大学を四天王寺女子短期大学と改称。四天王寺女子短期大学に保育科を設置。四天王寺女子短期大学を現在地へ移転
- 1974年（昭和49年）4月 : 四天王寺女子大学文学部に史学科を設置。四天王寺女子大学文学部の文学科を国文学専攻・英米文学専攻に専攻分離
- 1981年（昭和56年）
  - 4月 : 四天王寺女子大学を四天王寺国際仏教大学（英称:International Buddhist University、略称:IBU）と改称し、共学化。四天王寺女子短期大学を四天王寺国際仏教大学短期大学部に名称変更する（四天王寺国際仏教大学短期大学部の共学化は行わず）。
- 1983年（昭和58年）4月 : 四天王寺国際仏教大学文学部に言語文化学科（日本語日本文化専攻・英語英米文化専攻・アラビア語アラビア文化専攻）を設置。四天王寺国際仏教大学短期大学部に生活科学科と英語科を設置
- 1984年（昭和59年）4月 : 四天王寺国際仏教高等学校・中学校を開校
- 1986年（昭和61年）
  - 3月 : 四天王寺国際仏教大学短期大学部の被服科を廃止
  - 4月 : 四天王寺国際仏教大学文学部に社会学科を設置
  - 12月 :短期大学部の食物栄養科を廃止
- 1989年（平成元年）3月 : 四天王寺国際仏教大学文学部の文学科（国文学専攻・英米文学専攻）、史学科を廃止
- 1990年（平成2年）4月 : 四天王寺国際仏教高等学校・中学校を四天王寺羽曳丘高等学校・中学校に改称
- 1997年（平成9年）4月 : 四天王寺羽曳丘中学校を共学化
- 1998年（平成10年）
  - 4月 : 四天王寺国際仏教大学文学部に人間福祉学科を設置
  - 9月 : 法人所在地を変更
- 2000年（平成12年）4月 : 四天王寺国際仏教大学文学部を人文社会学部に改称。四天王寺羽曳丘高等学校を共学化
- 2001年（平成13年）4月 : 四天王寺国際仏教大学短期大学部の生活科学科を生活科学専攻と生活福祉専攻に専攻分離
- 2003年（平成15年）4月 : 四天王寺国際仏教大学に大学院人文社会学研究科を設置（人間福祉学専攻博士前期課程・博士後期課程）。四天王寺国際仏教大学短期大学部を共学化
- 2006年（平成18年）4月 : 四天王寺国際仏教大学人文社会学部人間福祉学科を社会福祉専攻と保育専攻に専攻分離
- 2008年（平成20年）4月 : 四天王寺国際仏教大学大学院を四天王寺大学大学院に、四天王寺国際仏教大学を四天王寺大学に、四天王寺国際仏教大学短期大学部を四天王寺大学短期大学部に改称（IBUの略称は継続して使用）。四天王寺大学人文社会学部言語文化学科のアラビア語アラビア文化専攻を中国語アジア文化専攻に改称。四天王寺大学に教育学部教育学科、経営学部経営学科を設置
- 2009年（平成21年）
  - 4月 : 四天王寺学園小学校を開校
  - 9月 : 四天王寺大学短期大学部の保健科を廃止
- 2010年（平成22年）4月 : 四天王寺大学短期大学部の生活科学科を生活ナビゲーション学科に、生活科学専攻をライフデザイン専攻に改称
- 2012年（平成24年）4月 : 四天王寺大学人文社会学部に日本学科および国際キャリア学科を設置。四天王寺大学人間福祉学科の社会福祉専攻を健康福祉専攻に改称。四天王寺大学短期大学部生活ナビゲーション学科の生活福祉専攻をライフケア専攻に改称
- 2014年（平成26年）4月 : 四天王寺大学教育学部教育学科の小学校・幼児教育コースを小学校・幼児保育コースに名称変更し、保育士養成課程を設置。あべのハルカスに四天王寺大学サテライトキャンパスを開設。四天王寺学園中学校を開校
- 2016年（平成28年）
  - 3月 : 四天王寺羽曳丘中学校を閉校
  - 4月 : 四天王寺大学経営学部の経営学科を公共経営専攻・企業経営専攻に専攻分離
- 2017年（平成29年）
  - 3月 : 四天王寺羽曳丘中学校を廃止
  - 4月 : 四天王寺学園高等学校を開校。四天王寺学園小学校を四天王寺小学校と改称
- 2019年（平成31年）
  - 3月 : 四天王寺羽曳丘高等学校を閉校
  - 4月 : 四天王寺大学に看護学部看護学科を設置。四天王寺大学教育学部教育学科の小学校・幼児保育コース、中学校英語・小学校コース、保健教育コースを小学校教育コース、幼児教育保育コース、中高英語教育コース、保健教育コースに改編
- 2020年（令和2年）4月 : 四天王寺大学大学院に看護学研究科看護学専攻（博士前期課程・博士後期課程）を設置。四天王寺学園高等学校・中学校を四天王寺東高等学校・中学校と改称
- 2024年（令和6年）4月 : 四天王寺大学人文社会学部を改組し、文学部と社会学部に。日本学科および国際キャリア学科→国際コミュニケーション学科を文学部に、社会学科を社会学部に設置。

## 基礎データ

### 所在地
- キャンパス（大阪府羽曳野市学園前3丁目2-1）
- サテライトキャンパス（大阪市阿倍野区阿倍野筋1-1-43 あべのハルカス23F）

### 象徴
- 大学歌は武田正躬が作詞し、梁瀬直子が作曲している。学校法人四天王寺学園の学園歌は北原白秋が作詞し、山田耕筰が作曲している。
- シンボルマークは略称であるIBUをデザインしており、I上部の5本線は学校法人四天王寺学園の学園訓を象徴している。
- スクールカラーはシンボルマークにもある赤色と紺色である。

## 組織

### 学部
- 文学部
  - 日本学科
    - 日本語・日本文学コース
    - 国語教育･日本語教育コース
    - 現代文化コース
    - 伝統文化･観光コース

  - 国際コミュニケーション学科
    - 国際文化コース
    - ホスピタリティコース
    - 外国語・英語教育コース
- 社会学部
  - 社会学科
    - 人間・社会コース
    - 心理コース
    - 地域・メディアコース
    - 歴史コース

  - 人間福祉学科
    - 医療福祉コース
    - 子ども家庭コース
    - 公共福祉コース
    - 福祉マネジメントコース
- 教育学部
  - 教育学科
    - 学校教育コース
      - 小学校選修
      - 理科選修
      - 数学選修
      - 英語選修
      - 特別支援選修
      - 保健教育選修

    - 幼児教育保育コース
- 経営学部
  - 経営学科
    - 公共経営専攻
    - 企業経営専攻
- 看護学部
  - 看護学科

- 四天王寺大学短期大学部
  - 保育科
  - ライフデザイン学科

### 大学院
- 人文社会学研究科
  - 人間福祉学専攻（博士前期課程・博士後期課程）
- 看護学研究科
  - 看護学専攻（博士前期課程・博士後期課程）

## 教育

### ダブルディグリー取得制度
海外留学制度としてダブルディグリー取得制度を設けている。その内容は単位の半分を四天王寺大学で取得した後、オーストラリア・サンシャインコースト大学 (University of the Sunshine Coast) に留学し、残りの単位を取得する。その上で四天王寺大学、USC双方の学位（ディグリー）を取得できるというものである。四天王寺大学は大学生活4年のうち2年をオーストラリアですごし、時期を遅らすことなく卒業できることをうたい文句にしている。しかし4年で卒業は可能ではあるけれども個人差があり、卒業が1年以上遅れることもありうる。2008年2月現在対象は学部生（英語英米文化専攻と社会学科のみ対象）のみである。留学パターンは次のとおりである。
1. 四天王寺大学で実施するTOEFL（マーク式、ライティングなし）で525点以上取得し、USC付属の語学学校 (ELC) で大学入学を目指す生徒専門のクラス (DEEP3) に入学。
2. 480点上以上取得し、ELCの自分のレベルにあったクラスで勉強し、語学力を向上させる。
3. 480点以下の場合はダブルディグリー制度を基本的にはできないが、私費留学というかたちでオーストラリアに渡り語学力を向上させる。

以上が基本であるが、例外的な措置もかなりある。1.が一番の近道であるが、DEEP3で学ぶことが、大学への入学を保障されるということではない。そのため一度入学の機会を逃してしまうと、セメスターごとに入学、ひいては卒業を先送りしなければならない。
このダブルディグリー制度を利用すると、ELC在学中は15万円の奨学金がもらえ、USCでは所定の単位分の学費は四天王寺大学が全額負担する（ただし四天王寺大学の学費は卒業するまで全額納めなければならない）。

## 学生生活

### 部活動・クラブ活動・サークル活動
四天王寺大学では、学生の自治組織である学生運営委員会がクラブ活動等を取りまとめている。大きくは体育会と文化会の2つに分かれており、体育会で20部、文化会で21部と特別活動団体として4団体が活動を行っている。その他、同好会・サークル活動も公認団体として認められている。

### 大学祭
大学祭は年に2回あり、6月下旬に「水無月祭」、11月上旬に3日間にわたって「大学祭(IBU祭)」が行われている。

## 大学関係者と組織

### 大学関係者一覧

#### 教授・名誉教授
- 三島佑一

#### 主な出身者
- 中島理帆 - アーティスティックスイミング選手
- 笹田貴之 - 声優
- 三宅博 - 政治家
- 竹原芳子 - 女優
- NOBE - 作詞家

## 施設

### キャンパス
- 交通アクセス：近鉄南大阪線藤井寺駅もしくは古市駅より、近鉄バス四天王寺大学行き終点下車すぐ
- 甲子園球場4倍以上の敷地内は緑であふれており、約700本ある桜は毎年2万人以上が見物に訪れている。
- 天気がいいときは、大阪平野を見下ろすことができる。

### 講堂
四天王寺大学には聖徳太子にちなみ、法隆寺夢殿をイメージした八角形の講堂がある。

## 対外関係

### 他大学との協定
大学コンソーシアム大阪に加盟しており、加盟校と単位互換を行っている。
また、海外のいくつかの大学と学術提携を結んでいる。

### 国際学術交流協定校
アメリカ
- ソルトレイクコミュニティーカレッジ

イギリス
- ロンドン・メトロポリタン大学
- オックスフォード・ブルックス大学

オーストラリア
- サンシャイン・コースト大学

カナダ
- マウント・アリソン大学

ニュージーランド
- アークランド大学
- クライストチャーチ・ポリテクニック工科大学

チュニジア
- チュニス・アルマナール大学

ドイツ
- フルダ神学大学

中国
- 浙江工商大学

台湾
- 華梵大学

## 関連校
学校法人四天王寺学園は以下の学校を運営している。
- 四天王寺大学短期大学部（羽曳野市）
- 四天王寺中学校・高等学校（大阪市天王寺区）
- 四天王寺東中学校・高等学校（藤井寺市、藤井寺球場跡地。旧：四天王寺学園中学校・高等学校、中学は2014年、高校は2017年開校）
- 四天王寺小学校（旧：四天王寺学園小学校。藤井寺市、藤井寺球場跡地）

廃止校
- 四天王寺羽曳丘中学校・高等学校（羽曳野市）

## 公式サイト
- 四天王寺大学